# Beeston (Nottinghamshire)
Beeston is een plaats en civil parish in het bestuurlijke gebied Broxtowe, in het Engelse graafschap Nottinghamshire met 21.000 inwoners.